# トレメイン夫人
- シンデレラ (1950年の映画) > トレメイン夫人
- ディズニーヴィランズ > トレメイン夫人

トレメイン夫人（トレメインふじん、Lady Tremaine）は、ウォルト・ディズニー・プロダクションズのアニメ映画『シンデレラ』（1950年）および、その続編である『シンデレラII』（2002年）と『シンデレラIII 戻された時計の針』（2007年）に登場する架空のキャラクターである。

## 解説
オリジナルの映画では、トレメイン夫人は女優エレノア・オードリーが声を担当した。
彼女はその後、『眠れる森の美女』（1959年）のマレフィセントや、『ホーンテッドマンション』のマダム・レオタの声も担当した。続編やその後の映画やテレビ番組での出演において、オードリーの役は女優のスーザン・ブレイクスリーに引き継がれた。ブレイクスリーは現在、マレフィセント、『101匹わんちゃん』のクルエラ・ド・ヴィル、および『白雪姫』の女王の声も担当している。オリジナル映画では、トレメイン夫人は「令嬢（レディ）」の称号を持っているが、彼女の名前や旧姓は明らかにされていない。
トレメイン夫人は、継娘であるシンデレラを雑用係のように扱い、自分の2人の娘、アナスタシアとドリゼラに全ての注意を向けている。彼女は、シャルル・ペローの原作童話に登場する継母のキャラクターを基にしている。トレメイン夫人はフランク・トーマスによってアニメートされた。
2015年の1950年アニメ映画の実写リメイク版では、トレメインはケイト・ブランシェットによって演じられ、彼女の背景には、エラの父親が彼の最初の妻をもっと愛していたと聞かされるエピソードが追加されている。これにより、シンデレラへの憎しみが説明される。彼女は、亡くなった夫が最初の妻に全ての愛を注ぎ、トレメイン自身には何も与えなかったことを思い出させるシンデレラに対して憎しみを抱くようになった。

## 製作
アニメーターのオリー・ジョンストンとフランク・トーマスは、自身の著書『ディズニー・ヴィラン』の中で、エレノア・オードリーの声をアニメートすることを「難しい課題だが、非常にスリリングなものだった。あの声のトラックには、激しい力とともに多くのほのめかしが混じり合っていた」と表現している。オードリーはその後、『眠れる森の美女』でマレフィセントの声も担当し、これらのキャラクターのために一部のライブアクション映像も提供し、アニメーターたちにインスピレーションを与えた。
他のキャラクターに対して広い解釈が与えられたのとは対照的に、トレメイン夫人は邪悪で微妙なリアリズムでアニメートされた。彼女は冷酷で計算高い独裁者であり、娘たちが成功することだけを望んでいる。多くのディズニーヴィランズが激しい性格を持ち、権力や注目を欲するのに対して、彼女はより狡猾で微妙、かつ受動攻撃的な性格を持ち、特に娘たちに対して巧妙な知恵と操作能力を発揮する。彼女は滅多に怒鳴ることはなく、怒っていても落ち着いた声で冷静に話す。彼女は娘たちが成功することで自分にとって都合の良い時にその恩恵を受けることを望んでいるが、宮殿での豪華な生活にアクセスするために彼女が娘たちを利用していることがますます明らかになるにつれ、シンデレラだけでなく、実の娘たちに対しても、より身体的かつ感情的に虐待的になっていく。

## 出演

### シンデレラ（1950年の映画）
アニメ映画では、エレノア・オードリーが声を担当するトレメイン夫人は、映画のプロローグで紹介される。シンデレラの父親は、娘に母親のような存在を持たせたいと願い、ナレーターが「名家の女性」と説明するトレメイン夫人と結婚した。彼女自身も未亡人であり、最初の結婚で2人の娘を持っていた。しばらくの間、家族として幸せに暮らしていたものの、シンデレラの父親が悲劇的に亡くなると、トレメイン夫人は本性を現した。彼女はシャトーを荒廃させ、自分のわがままで甘やかされた娘たちを贅沢に扱い、シンデレラを自宅で使用人として働かせる。トレメイン夫人は、シンデレラがすべての家事を終え、適切なドレスを見つけるという条件で、シンデレラが王宮の舞踏会に出席することを許可する。しかし、シンデレラが実際に仕事を終え、適切なドレスを着て舞踏会に出かけようとすると、トレメイン夫人はアナスタシアとドリゼラが捨てたビーズとサッシュをジャックとガスが見つけたことを軽くほのめかす。これに激怒した娘たちは、シンデレラのドレスを無慈悲に引き裂き、シンデレラは舞踏会に出席できなくなる。それでもシンデレラがフェアリー・ゴッドマザーの助けを借りて舞踏会に出席すると、義理の家族は彼女を認識しないが、トレメイン夫人ははシンデレラが王子と踊る姿にどこか見覚えがあると感じる。
すぐに、王子が舞踏会でシンデレラがうっかり残してしまったガラスの靴にぴったり合う女性と結婚するという王室の布告が届く。トレメイン夫人は、シンデレラが屋根裏部屋に向かう途中で「これが恋かしら」という歌を夢見るように口ずさんでいるのを耳にし、彼女が舞踏会での謎の女性だったことに気づく。トレメイン夫人は、娘の1人をその謎の女性として王子に見せかけようと、シンデレラを屋根裏部屋まで追いかけていき、彼女を部屋に閉じ込め、鍵を自分のポケットに入れる。しかし、シンデレラの友達である2匹のネズミ、ガスとジャックが、義母のポケットから鍵を盗み出し（その際、トレメイン夫人はガスをティーカップで煮そうになる）、鍵をシンデレラに返すことに成功する。シンデレラは、大公と従者が立ち去ろうとする寸前に急いで階下に駆けつける。トレメイン夫人は、大公にシンデレラがただの下女であり、舞踏会に出席していないと説得しようとする。しかし、大公は、王の布告に従い、王子と踊った謎の少女を見つけるために王国中のすべての娘をスキップせずに試す必要があるため、トレメイン夫人を厳かに退ける。また、大公もシンデレラにどこか見覚えがあることに気づく。彼はガラスの靴をシンデレラに試す。シンデレラの夢を阻止しようと、トレメイン夫人はガラスの靴を運ぶ従者をつまずかせ、靴を壊してしまう。大公が絶望し、王が靴が壊れたことを知ったときの反応を恐れる中、トレメイン夫人は悪意に満ちた満足感を見せてニヤリとする。しかし、シンデレラはもう一方の靴を持っており、それが彼女の足にぴったりと合うことで、彼女が王子と踊った女性であることを証明し、義母を呆然とさせる。映画は、彼女の驚愕した顔のクローズアップが短く映される以外には、彼女の敗北やその後の反応、彼女と娘たちがどうなったかには触れず、シンデレラが王子の幸せな花嫁となり、義理の家族は物語から退場するという簡潔な結末が描かれる。

### シンデレラII
この映画では、スーザン・ブレイクスリーが声を担当しており、トレメイン夫人は第3話にのみ登場する。彼女は、シンデレラの舞踏会に向けて、ドリゼラとアナスタシアの両方に裕福な求婚者を見つけさせようと計画している。しかし、アナスタシアが魅力的で少しぽっちゃりした謙虚なパン屋と恋に落ちたことを知り、激怒してアナスタシアがそのパン屋と一緒になることを厳しく禁じる。トレメイン夫人とドリゼラは、この恋愛を阻止するためにあらゆる手を尽くすが、シンデレラはアナスタシアに自分の心に従うように励ます（アナスタシアはその助言に従う）。最終的に、アナスタシアはパン屋と一緒になるためにトレメイン夫人とのすべての関係を断ち切り、トレメイン夫人は激怒してその場でアナスタシアを勘当し、ドリゼラと共に去っていく。

### シンデレラIII 戻された時計の針
トレメイン夫人の最新の主要なアニメ出演はこの映画で、再びスーザン・ブレイクスリーが声を担当している。今回は、アナスタシアが偶然フェアリー・ゴッドマザーを石像に変えてしまった後、彼女が魔法の杖を見つけ、それを手に入れる。シンデレラの人生を台無しにしようとするトレメイン夫人は（これは彼女の復讐だと信じている）、魔法の杖を使って時間を逆行させ、シンデレラの「幸せな結末」を取り消す。彼女はガラスの靴をアナスタシアに合うように操作し、シンデレラが靴を試す機会を奪い、さらに王子の記憶を操作してシンデレラを忘れさせ、アナスタシアと結婚させようとする。シンデレラが事態を正そうとすると、トレメイン夫人は魔法の杖を使ってその努力を阻止し、彼女を船で王国から追放する。
それにもかかわらず、王子は（ネズミたちが壊れたガラスの靴を証拠として使ったおかげで）記憶を取り戻し、シンデレラを救い出して、王に真実を伝える。王はトレメイン夫人とその娘たちの逮捕を命じるが、トレメイン夫人は最後の復讐を試みる。彼女はアナスタシアをシンデレラに見せかけて結婚式を行い、本物のシンデレラを滅びの運命に追いやろうとする。しかし、シンデレラは逃げ出し、アナスタシアが王子の前で、自分を愛していない人とは結婚できないと感じて罪悪感に駆られて結婚を拒否するのを目撃する。アナスタシアの突然の良心の呵責とシンデレラの干渉に激怒したトレメイン夫人は、隠れ場所から現れて、一部の宮殿の護衛を家畜に変え始める。ドリゼラの助言を受けて、トレメイン夫人はシンデレラとアナスタシアの両方を罰するために、彼女たちをカエルに変えようとするが、王子が剣で呪文を防ぎ、それを跳ね返して、トレメイン夫人とドリゼラ自身がカエルに変わってしまう。その後、アナスタシアは魔法の杖をシンデレラに渡し、フェアリー・ゴッドマザーを復活させ、継母が犯したすべての過ちを元に戻すようにする。
エンドクレジットの間に、トレメイン夫人とドリゼラは人間の姿に戻されるが、彼女たちがホウキを持ち、かつてシンデレラが着ていたものと同じ雑用係の服を着ていることに気付き、恐怖する。これは、彼女たちが犯した犯罪と悪事の罰として、宮殿で召使いとして働くように宣告されたことを示唆している。

### シンデレラ（2015年の映画）
この映画では、トレメイン夫人はケイト・ブランシェットによって演じられている。彼女は優雅で洗練された女性で、娘たちのためにエラの父親と結婚した。最初の夫であるサー・フランシス・トレメインが亡くなった直後のことだった。最初、トレメイン夫人はエラに対して特に敵意を抱いているようには見えなかったが、彼女の嫉妬と悪意は、彼女の2番目の夫が生物学上の娘であるエラを彼女よりも愛しており、彼がまだ最初の妻の思い出を大切にしていることを確認する会話を盗み聞きしたことで引き起こされた。彼が出張中に亡くなった後、トレメイン夫人は彼の最期の言葉がエラと彼女の母親についてのみだったことに傷つき、嫉妬心を抱いた。本性を現し、彼女はその嫉妬をエラにぶつけ、全ての召使いを解雇し、エラにほとんどの家事を押し付ける。彼女は娘たちと一緒にエラをからかい、「シンデレラ」と呼んで彼女を嘲笑する。彼女と娘たちが舞踏会の準備をしているとき、エラは母親のドレスを着て最後の瞬間に階下に現れますが、トレメイン夫人はその袖の一部を引き裂き、娘たちにもドレスを引き裂くようにけしかける。
舞踏会では、青いドレスを着た謎の少女がキットを魅了するのを他の客と同様に不思議に思うが、舞踏会の後のエラの態度から、それが本当はエラであることに気づく。翌朝、彼女は屋根裏部屋に隠されたガラスの靴を発見する。もう一方の靴がエラに合うことを知り、トレメイン夫人はエラに対して、自分を王室の家政婦の長にし、ドリゼラとアナスタシアが適切な夫を見つけられるようにすることを要求する。エラはこれを即座に拒否し、自分の父親を守ることができなかった義母にキットを奪われるつもりはないと告げる。激怒したトレメイン夫人はエラを屋根裏部屋に閉じ込め、ガラスの靴を砕く。その後、彼女は大公を脅迫し、キットが他の王国の王女と結婚できるように秘密を守ることと引き換えに、自分を伯爵夫人にし、娘たちに裕福な夫を見つけさせることを約束させる。
大佐がエラを屋根裏部屋に隠れているのを発見すると、トレメイン夫人は最初、母親としてエラに靴を試させることを許さないと言うが、エラは冷たく「あなたは母親ではないし、これからも決してそうなることはない」と答える。エラは義母を許してからキットと共に去る。フェアリー・ゴッドマザーが語るには、トレメイン一家は大公と共に王国を去り、2度と戻ってくることはなかった。

### その他の出演

#### ディズニーパーク
トレメイン夫人は、ウォルト・ディズニー・パークス・アンド・リゾーツのグリーティングキャラクターとして登場する。

#### ハウス・オブ・マウス
映画以外でも、トレメイン夫人はアニメシリーズ『ハウス・オブ・マウス』にたびたび登場している。彼女は『白雪姫』の女王であるもう1人の有名な継母とよく同じテーブルを共有している。

#### ロジャー・ラビット
トレメイン夫人は、『ロジャー・ラビット』のスペシャルエディションDVDのメニューの1つに登場している。

#### キングダム ハーツ
トレメイン夫人（スーザン・ブレイクスリーが声を担当）は、アナスタシアとドリゼラと共に『キングダム ハーツ バース バイ スリープ』に登場する。このゲームでは、彼女は映画よりもさらに残酷で、サディストであることがほのめかされている。彼女は映画と同じ役割を果たすが、今回は彼女の心に宿る極端な闇が、シンデレラに対する憎しみによって動かされる2体の「アンヴァース」を生み出す。アクアはトレメイン夫人を通り過ぎる際にこのことに気付き、その後、彼女とその娘たちの闇が誰かを殺す前に彼女たちを暗殺するためにトレメイン家のシャトーに向かうが、フェアリー・ゴッドマザーがそれを止め、「光と闇は共存しなければならない」と助言する。靴がシンデレラにぴったり合った後、トレメイン夫人は再び怒りに任せ、彼女の否定的な感情がシンデレラのカボチャの馬車を巨大なアンヴァース「呪われた馬車」に変え、今や自由の身となったシンデレラを殺そうと送り込む。アクアが介入してシンデレラを救出すると、呪われた馬車は誤ってトレメイン夫人と娘たちの前に火の爆弾を落とし、それが爆発して（『キングダム ハーツIII』で明らかになるように）彼女たちをハートレスに変えてしまう。
また、『キングダム ハーツ キー』にも登場し、1950年の映画や『バース バイ スリープ』と同じ役割を果たすが、これは未来に起こる出来事の映像として描かれている。

#### ディズニー みんなが知らないシンデレラ なぜトレメイン夫人は冷酷な悪女になったのか
トレメイン夫人は、ディズニーヴィランズをテーマにしたセリーナ・ヴァレンティーノの書籍シリーズにおいて主人公として描かれている。
トレメイン卿が病気で亡くなった後、トレメイン夫人はシンデレラの父であるリチャード卿と結婚した。彼女は、自分の娘たちを手に負えなくなってきたため、彼の助けを必要としていた。しかし、シャトーでは、トレメイン夫人とその娘たちは、リチャード卿とシンデレラのもとで奉公することを余儀なくされる。そして、リチャード卿が貧困に陥り、王室に対して借金を抱えていたことが明らかになる。トレメイン夫人と結婚することだけが、その借金を緩和する唯一の方法であり、彼女は自分の名義では一文無しの状態にされてしまった。リチャード卿が亡くなると、トレメイン夫人は家の主導権を握り、復讐としてシンデレラを召使いにし、彼の娘を下層の使用人にさせることで最後の笑いを取ることにした。
アニメ映画の出来事から数年後、シャトーは完全に荒廃している。トレメイン夫人は今や一文無しとなり、狂気に囚われ、家事を娘たちに押し付けるだけでなく、ドリゼラとアナスタシアにも虐待を始めた。そこで、フェアリー・ゴッドマザーが現れ、シンデレラの願いに応じて義理の姉妹たちに再びチャンスを与えようとする。しかし、トレメイン夫人はフェアリー・ゴッドマザーを攻撃しようとし、彼女によって石の像に変えられてしまう。

#### トゥワイス・チャームド：シンデレラ・ストーリー
トレメイン夫人は、ディズニー・クルーズ・ラインのブロードウェイ風ステージミュージカル『トゥワイス・チャームド：シンデレラ・ストーリー』で敵役を務めている。

#### ディズニー・シンデレラ・キッズ
トレメイン夫人は、子供向けミュージカル『ディズニー・シンデレラ・キッズ』で敵役を務めている。

#### ディズニー マジックキングダムズ
トレメイン夫人は、コンピュータゲーム『ディズニー マジックキングダムズ』でプレイ可能なキャラクターであり、ゲームのメインストーリーで解放できるプレミアムキャラクターである。

#### ディセンダント
小説『ディズニー・ディセンダント：アイル・オブ・ザ・ロスト』では、トレメイン夫人には孫のアンソニー（アナスタシアの息子）と、数人の孫娘（義理の孫娘と呼ばれている）がいる。彼女は「悪の基礎」という授業を失われし島で教えている。
トレメイン夫人は、続編『ディセンダント2』で声だけのカメオ出演を果たし、自分の孫娘ディジー（ドリゼラの娘）に静かにしなさいと自身のヘアサロン「カール・アップ・アンド・ダイ」から叫ぶが、このときの声優はクレジットされていなかった。
『ディセンダント3』では、リンダ・コーがレディ・トレメインを演じ、物理的な登場を果たす。彼女は孫娘ディジーがオラドンに向かう際に悲しげに見送り、後に映画のクライマックスで再会して喜ぶ。
『ディセンダント4』では、ジュリー・セルダがレディ・トレメインを演じている。

#### The Simpsons: May the 12th Be With You
アニメ短編映画『The Simpsons: May the 12th Be With You』のエンドクレジットで、トレメイン夫人が女王やゴーテルと共に、ディズニーが継母に対して不公平であることに抗議する姿で登場する。

#### ワンス・アポン・ア・タイム
トレメイン夫人の2つのバージョンが、2011年のアメリカのドラマファンタジーTVシリーズ『ワンス・アポン・ア・タイム』のストーリーラインに登場する。
最初のバージョンは、シーズン1のエピソード「魔法の代償」にジャン・ブランドル・スミスが演じ、シーズン6のエピソード「The Other Shoe」ではリサ・ベインズが演じている。
2つ目のバージョンは、シーズン7の最終シーズンで主要な敵役として登場し、ガブリエル・アンウォーが演じている。このキャラクターは、ラプンツェルと融合した設定になっている。若い頃のラプンツェル・トレメインは、フラッシュバックの中でミーガン・ワーナーが演じている。

## キャスト

### 原語版声優
- エレノア・オードリー（1950年）
- リンダ・ゲイリー（英語版）（1980年）
- スーザン・ブレイクスリー（英語版）（2000年 - 現在）

### 実写版キャスト
- ジャン・ブランドル・スミス（2011年）：『ワンス・アポン・ア・タイム』シーズン1「魔法の代償」
- ケイト・ブランシェット（2015年）：実写版『シンデレラ』を担当[13]。
- リサ・ベインズ（英語版）（2016年）：『ワンス・アポン・ア・タイム』シーズン6「The Other Shoe」
- ガブリエル・アンウォー（若い頃ミーガン・ワーナー（英語版））（2017年）：『ワンス・アポン・ア・タイム』シーズン7
- リンダ・コー（2019年）：『ディセンダント3』を担当。
- ジュリー・セルダ（英語版）（2024年）：『ディセンダント4』を担当。

### 日本語吹替版声優

#### アニメ版
- 北林谷栄（1961年）
- 財部宏子（1963年：日本コロムビア版レコード）
- 福田妙子（1972年：キングレコード版レコード）
- 寺島信子（1992年 - 2002年）
- 谷育子（1992年）：追加収録部分を担当。
- 此島愛子（2007年 - 現在）
- 塩田朋子（2015年）：実写版『シンデレラ』を担当[14]。